# Albatros C.X
O Albatros C.X foi um avião de reconhecimento alemão e bombardeiro desenvolvido e projetado pela Albatros-WerkeGmbH em 1917. Foi usado pela Luftstreikäfte durante a Primeira Guerra Mundial.

## História
Em 1917, durante a Primeira Guerra Mundial e com táctica defensiva usada pelo Alto Comando Alemão durante esse ano na Frente Ocidental, era fulcral que o Império Alemão mantivesse a superioridade aérea. Então a Albatros-WerkeGmbH com a necessidade de um avião de reconhecimento mais potente começaram os planos para um sucessor do Albatros C.VII. Os engenheiros Robert Thelen e Schubert  começaram então o design de uma nova aeronave de reconhecimento e que pudesse ser usada como bombardeiro.
O Albatros CX foi o último da série de batedores Albatros de dois lugares a usar a configuração básica herdada dos batedores desarmados da classe B, mas tinha um motor mais potente e era uma aeronave significativamente maior do que os observadores anteriores da classe C Albatros.
O Albatros C.X era maior que ele e era alimentado por um motor mais potente. O avião fez o seu voo inaugural em meados de 1917.
Durante os testes de voo, ele teve um excelente desempenho, teve boas propriedades de pilotagem e desempenho. O casco na frente abrigava um motor em linha que se projetava além do contorno do casco. Atrás do motor havia duas cabines descobertas - primeiro o piloto, seguido pelo observador. No final do casco, uma cauda clássica foi montada, dividida em barbatanas e lemes. No motor, o casco estava coberto por uma camada de duralumínio , atrás do motor. Placas de estrutura de madeira, dupla-viga, coberta com lona. Os ailerons foram colocados em ambos os lados. A câmara do painel foi endurecida com postes de metal, fios de aço e fios. O chassi clássico com um patim de cauda foi amortecido com uma corda de borracha. Entre os anos 1917 e 1918, mais de 300  Albatrosses C.X  foram produzidos em várias fábricas alemãs.
A primeira aeronave Albatros C.X foi introduzida pela aviação militar alemã na Frente Ocidental em outubro de 1917. Eles foram usados principalmente para reconhecer em favor da artilharia e outras unidades, bem como para bombardear e disparar contra as tropas inimigas. Participaram em várias missões até ao fim da guerra.
Após o fim da Grande Guerra, e após a independência da Polónia, estes capturaram 15 Albatrosses C.X e lutaram na guerra polaco-bolshevique e foi a primeira aeronave militar da Polónia.

## Especificações
O Albatros CX era um avião de bombardeiro de dois lugares ou de três lugares, um projeto de biplano misto podendo ser usado tanto para bombardeiro como para reconhecimento. O chassi era fixo e era movido por um motor de 6 cilindros em linhas refrigerados a água Mercedes D.IV, e a hélice era composta por duas pás.
O C.X utilizou o método de construção padrão Albatros, com estrutura de madeira e cobertura de compensado para a fuselagem e nervuras e traves de madeira com uma cobertura de tecido para as asas. Era um biplano de duas baias, ambas as asas sendo construídas em torno de duas longarinas. A envergadura foi aumentada em seis pés em comparação com o anterior C.VII , principalmente para aumentar o desempenho da aeronave em alta altitude. Também era dois pés mais longo. As pontas das asas estavam nitidamente inclinadas, uma ruptura com os anteriores batedores da classe Albatros C, que tinham pontas quase planas. Albatros anteriores tinham ailerons nas asas superiores, mas o CX os tinha em todas as quatro pontas das asas.
A cauda era o modelo padrão de Albatros dos anos de guerra posteriores, com uma grande superfície horizontal quase semicircular e uma superfície vertical baixa mas longa e curvada. Cada borda foi curvada.
O CX foi alimentado pelo Mercedes D.IVa de 260cv, um motor recém-projetado que havia sido desenvolvido ao lado do Mercedes D.IV, que tinha sido uma versão de 8 cilindros dos anteriores motores Mercedes de 6 cilindros. A nova aeronave foi ligeiramente mais rápida que a C.VII, mas sua taxa de subida foi muito melhorada.